# Pecados ajenos
Pecados ajenos é uma telenovela estadunidense produzida e exibida pela Telemundo entre 8 de outubro de 2007 a 13 de junho de 2008
Foi protagonizada por Lorena Rojas e Mauricio Islas e antagonizada por Sonya Smith, Catherine Siachoque, Ariel López Padilla, Sebastián Ligarde e Lupita Ferrer.

## Elenco
| Ator                  | Personagem                       |
| --------------------- | -------------------------------- |
| Lorena Rojas          | Natalia Ruiz de Mercenario       |
| Mauricio Islas        | Adrián Torres                    |
| Sonya Smith           | Elena Sandoval de Torres         |
| Catherine Siachoque   | Inés Vallejo                     |
| Maritza Rodríguez     | Karen Vallejo                    |
| Ariel López Padilla   | Rogelio Mercenario               |
| Sebastián Ligarde     | Manuel                           |
| Lupita Ferrer         | Ágata Mercenario                 |
| Daniel Lugo           | Marcelo Mercenario               |
| Héctor Soberón        | Gary Mendoza                     |
| Alicia Plaza          | Mónica Rojas                     |
| Carlos Camacho        | Saúl Farrera                     |
| Chela Arias           | Raquel Sandoval                  |
| Raúl Izaguirre        | Eduardo Larios                   |
| Evelin Santos         | Gasparina Godoy                  |
| Mildred Quiroz        | Laura Aguilar                    |
| Roberto Huicochea     | Anselmo Aguilar                  |
| Altair Jarabo         | Melissa Aguilar                  |
| Hannah Zea            | Rossy                            |
| Andrés García Jr.     | Javier Alfaro                    |
| Arianna Coltellacci   | Chabela                          |
| Mayte Vilán           | Marisela Bracamontes             |
| Adela Romero          | Melinda                          |
| Nury Flores           | Lolita                           |
| Raúl Durán            | Benito Alejo Gamboa Moctesuma    |
| Mariana Torres        | Denisse Torres Sandoval          |
| Sofía Stamatiades     | Gloria Mercenario Ruiz           |
| Jencarlos Canela      | Alfredo "Freddy" Torres Sandoval |
| Alonso Espeleta       | Luis Mercenario Ruiz             |
| Pablo Portillo        | Héctor Acecas                    |
| Roberto Plantier      | Charlie Vallejo                  |
| Eduardo Cuervo        | Ricardo "Ricky" Larios           |
| Ximena Duque          | María Aguilar                    |
| Julio Ocampo          | Ramón Gamboa                     |
| Giovanna del Portillo | Daniela                          |
| Tali Duclaud          | Elsa Alfaro                      |
| Natalie Correa        | Lucía                            |
| Rudy Pavón            | Jaime                            |
| Daniela Vildosola     | Angélica Acecas                  |
| Ramiro Terán          | Fernando Acecas                  |
| Claudia Arroyave      | Nidia                            |
| Carlos Farach         | Roberto                          |
| Julio Arredondo       | Dr. Martínez                     |

## Prêmios e Indicações

### Prêmios Fama 2008
| Categoria                 | Ator/atriz          | Resultado |
| ------------------------- | ------------------- | --------- |
| Melhor atriz protagonista | Lorena Rojas        | Nomeada   |
| Melhor ator protagonista  | Mauricio Islas      | Ganhador  |
| Melhor atriz antagonista  | Catherine Siachoque | Ganhadora |
| Melhor ator juvenil       | Jencarlos Canela    | Ganhador  |
| Melhor revelação feminina | Sofía Stamatiades   | Nomeada   |